# Akhtar Mohammad Osmani
Mulá Akhtar Mohammad Osmani ou Usmani (morto em 19 de dezembro de 2006) foi um alto dirigente dos Talibãs, tesoureiro da organização, e colaborador próximo de Osama bin Laden e Mohammed Omar. Esteve envolvido na demolição dos Budas de Bamiyan e foi considerado um potencial sucessor de mulá Omar. Hamid Karzai, presidente do Afeganistão, uma vez se referiu a ele como um dos quatro membros mais perigosos dos Talibãs ainda no Afeganistão.
Logo após os ataques de 11 de setembro, o agente da CIA Robert Grenier o encontrou para oferecer aos Talibãs a oportunidade de entregar Osama bin Laden.
Em dezembro de 2006, quando estava em um veículo 4x4 na província de Helmand, Osmani foi morto por uma bomba inteligente em um ataque aéreo da Força Aérea dos Estados Unidos; ele havia sido perseguido por um avião da Força Aérea Real que monitorou seu telefone por satélite. Os porta-vozes dos Talibãs inicialmente negaram sua morte, e alegaram que a bomba tinha matado um líder dos Talibãs chamado Abdul Zahir. No entanto, alguns dias mais tarde outros altos oficiais dos Talibãs confirmaram sua morte.